# Parthenocissus quinquefolia
La vite americana  [Parthenocissus quinquefolia (L.) Planch., 1887] è una pianta rampicante appartenente alla famiglia Vitaceae. È molto simile alla vite canadese, con la quale viene a volte confusa.
A volte il nome "vite americana" è utilizzato per indicare piante rampicanti di aspetto simile e tutte appartenenti alla famiglia delle Vitaceae come Vitis labrusca, Vitis rupestris, Vitis riparia e Vitis berlandieri.

## Descrizione

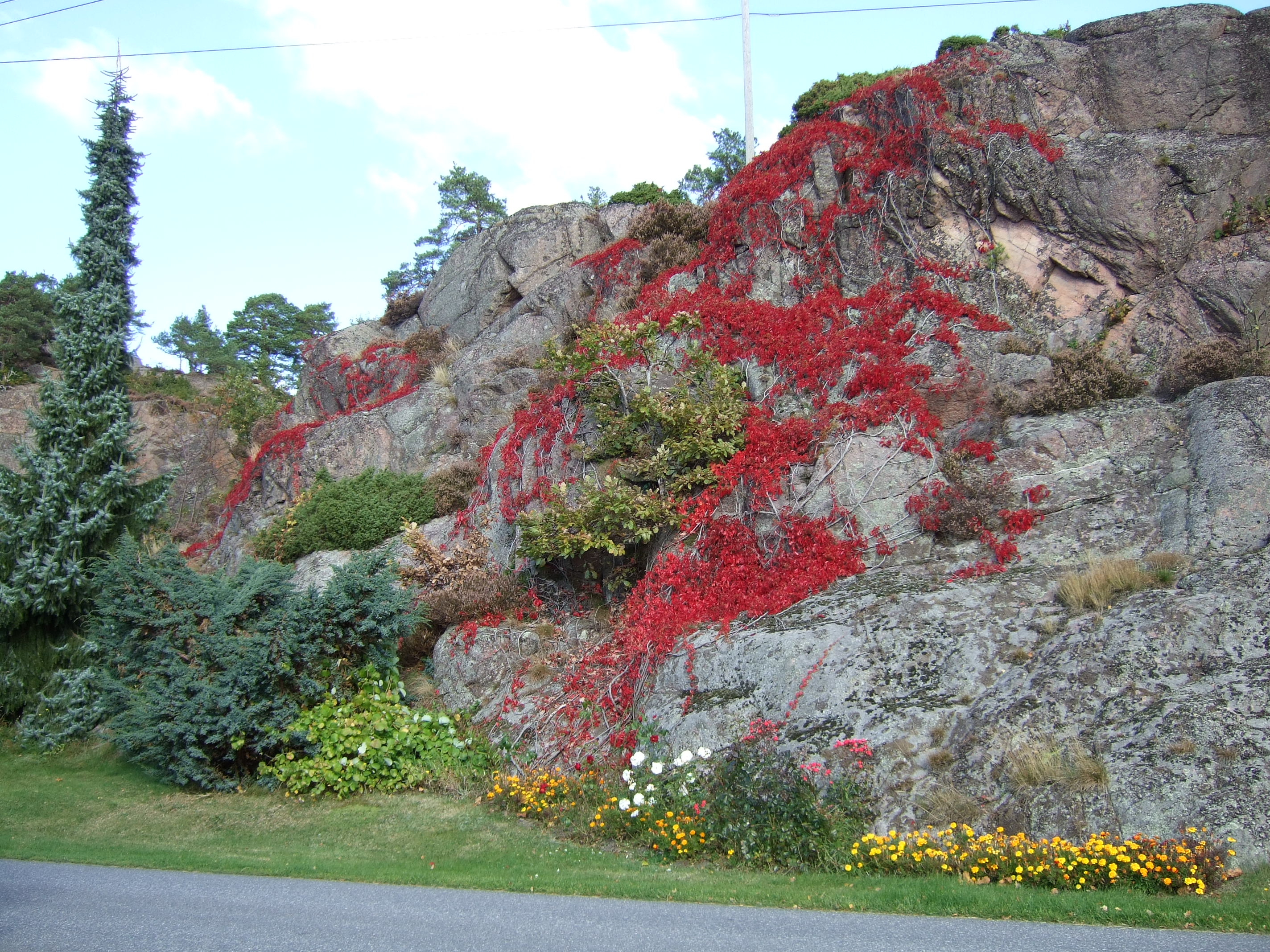
Colorazione autunnale

I tralci hanno 5 o 8 braccia e hanno viticci terminanti con ventose, si adatta meglio a strutture di sostegno per i tralci. Le foglie sono pentalobate, dalla pagina superiore di colore verde brillante, glauche nella pagina inferiore. I fiori da giugno a luglio sono invisibili e bianchi verdastri. A partire da settembre le bacche, grandi come piselli, sono cibo prelibato degli uccelli, che ne disperdono i semi. In autunno le foglie si colorano di rosso scarlatto. La vite americana ama un terreno ricco di nutrimento e prospera sia all'ombra che al sole.

## Distribuzione
È diffusa come pianta ornamentale in tutto il mondo. È originaria del Nordamerica centrale ed orientale, in particolare delle zone sud-orientali del Canada, zone centrale ed orientali degli Stati Uniti, parte est del Messico e Guatemala, spingendosi ad ovest sino all'Ontario, Sud Dakota, Utah e Texas. Molto diffusa in Italia, sia coltivata sia inselvatichita, e infestante.

## Coltivazione
La Parthenocissus quinquefolia viene coltivata per la colorazione rossastra delle foglie che assume in autunno. La si può osservare frequentemente coprire un palo o arrampicarsi sul tronco di un albero. 
Se non controllata può uccidere la pianta che la supporta mettendola in ombra e così limitandone la capacità di realizzare la fotosintesi. Con la sua crescita veloce, diversi metri in un anno, è considerata infestante.
Quando cresce nelle vicinanze di un edificio, aderisce ai muri così strettamente che a volte non può essere rimossa senza danneggiarne la superficie.

## Proprietà medicinali
I popoli nativi dell'America del Nord utilizzavano questa pianta come rimedio medicinale per combattere la diarrea, risolvere difficoltà nell'urinare, trattare i gonfiori e le tumefazioni, e il trisma.

## Galleria d'immagini

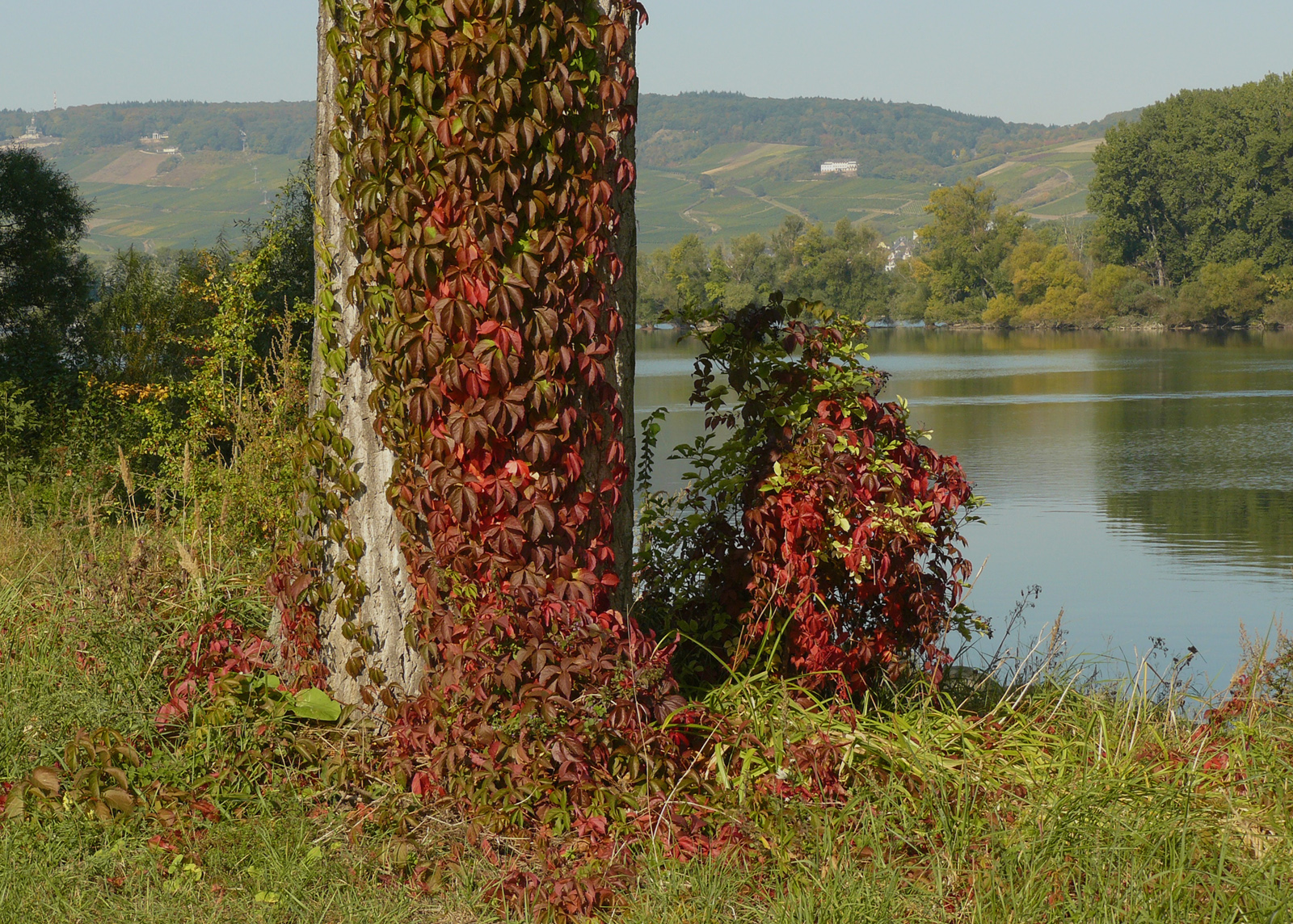
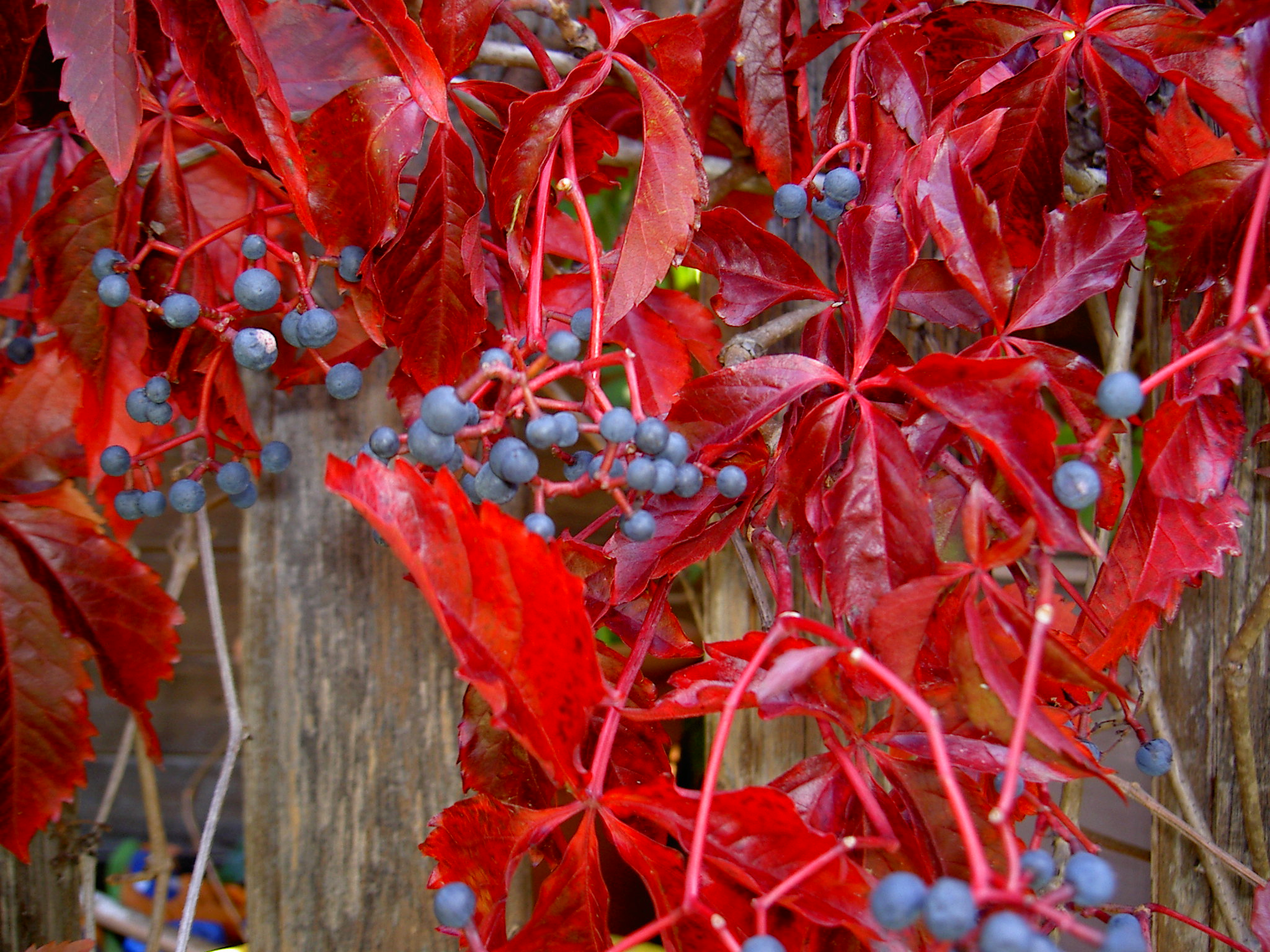
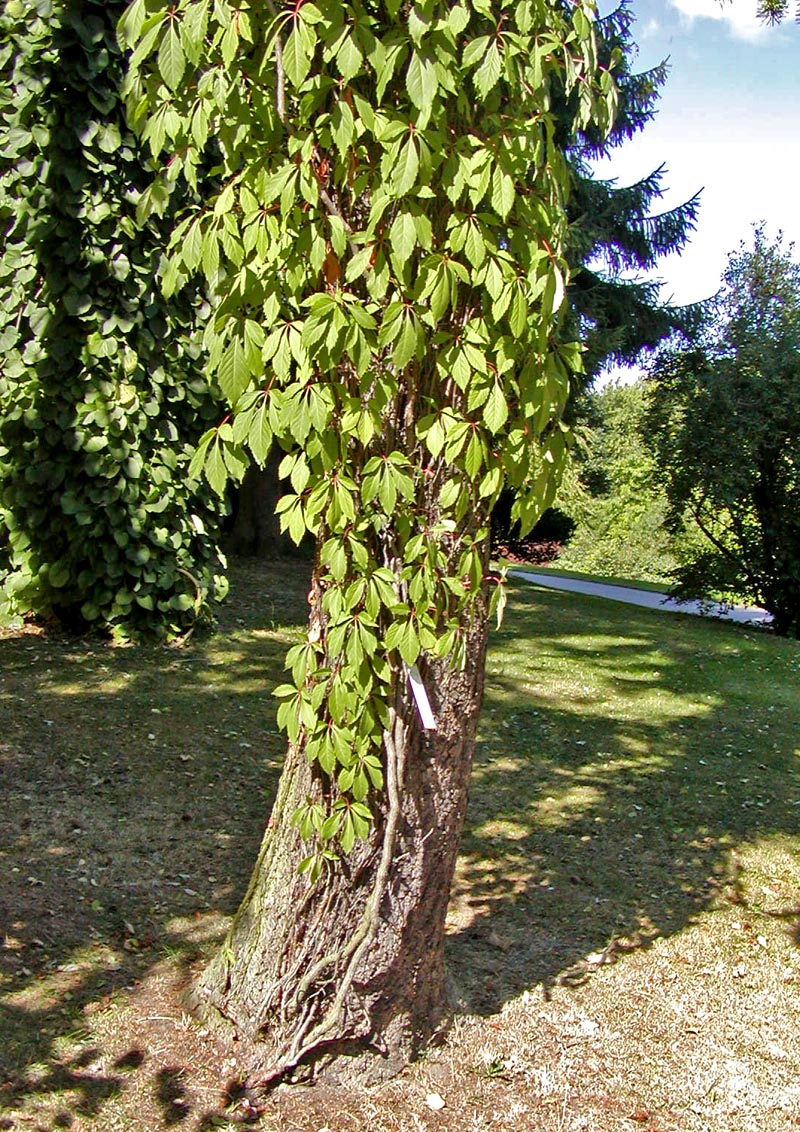
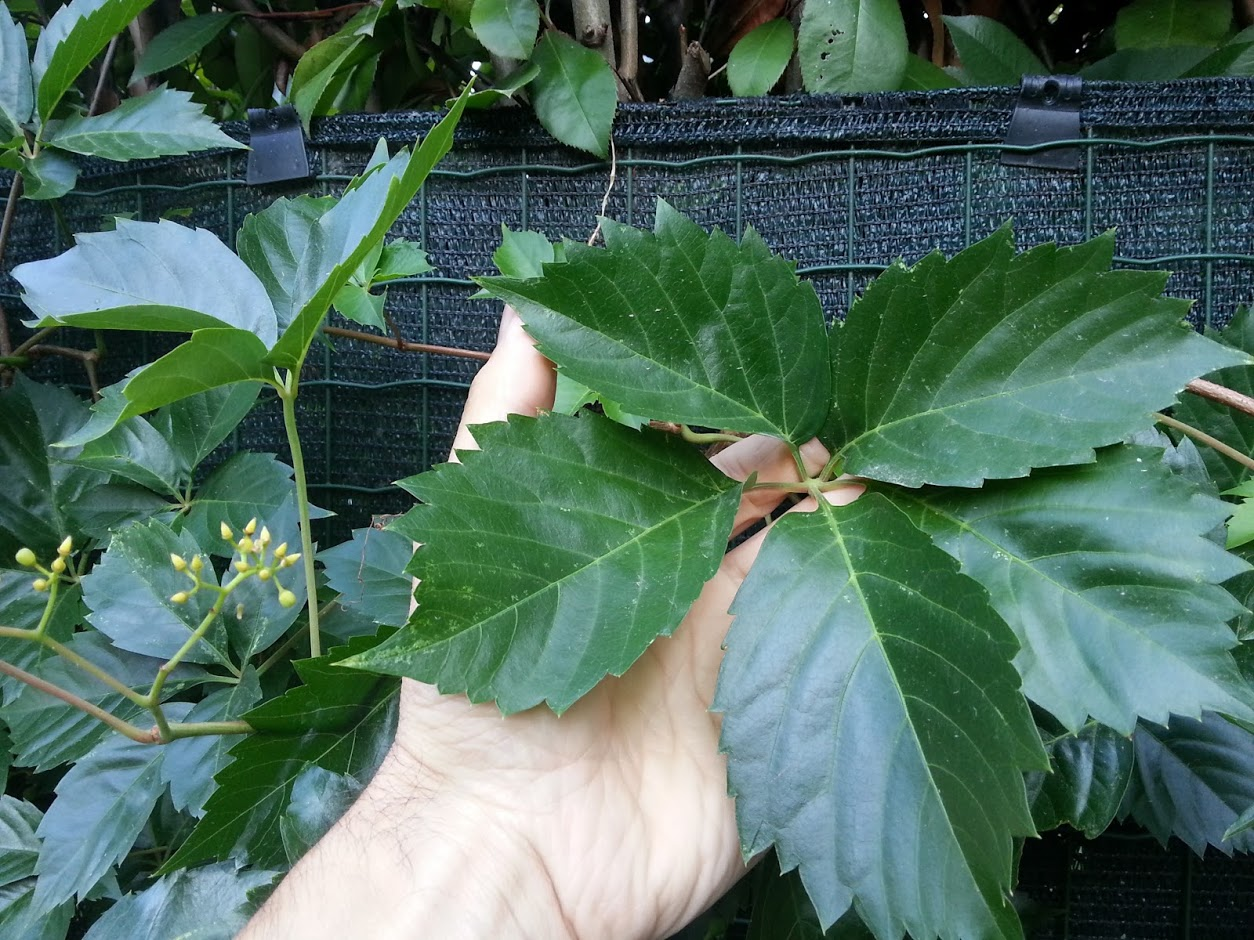